# Campeonato Europeo de Halterofilia de 2003
El LXXXII Campeonato Europeo de Halterofilia se celebró en Lutraki (Grecia) entre el 18 y el 23 de abril de 2003 bajo la organización de la Federación Europea de Halterofilia (EWF) y la Federación Helénica de Halterofilia.

## Medallistas

### Masculino
| Evento  | Oro                                                      | Plata                                            | Bronce                                                   |
| ------- | -------------------------------------------------------- | ------------------------------------------------ | -------------------------------------------------------- |
| 56 kg   | Vitali Dzerbianiou · Bielorrusia · 127,5 + 147,5 = 275,0 | Adrian Jigău · Rumania · 120,0 + 150,0 = 270,0   | Naiden Rusev Chipre 110,0 + 140,0 = 250,0                |
| 62 kg   | Halil Mutlu Turquía 145,0 + 175,0 = 320,0                | Stefan Gueorguiev Bulgaria 140,0 + 170,0 = 310,0 | Henadzi Aliashchuk · Bielorrusia · 137,5 + 170,0 = 307,5 |
| 69 kg   | Galabin Boevski Bulgaria 157,5 + 190,0 = 347,5           | Turan Mirzəyev Azerbaiyán 155,0 + 185,0 = 340,0  | Ekrem Celil Turquía 140,0 + 185,0 = 325,0                |
| 77 kg   | Gueorgui Markov Bulgaria 165,0 + 202,5 = 367,5           | Reyhan Arabacıoğlu Turquía 165,0 + 200,0 = 365,0 | Andrzej Kozłowski · Polonia · 160,0 + 190,0 = 350,0      |
| 85 kg   | Zlatan Vanev Bulgaria 167,5 + 215,0 = 382,5              | Yuri Myshkovets · Rusia · 167,5 + 212,5 = 380,0  | Ruslan Lizunov · Rusia · 167,5 + 202,5 = 370,0           |
| 94 kg   | Milen Dobrev Bulgaria 182,5 + 222,5 = 405,0              | Serguei Zhukov · Rusia · 180,0 + 217,5 = 397,5   | Tadeusz Drzazga · Polonia · 180,0 + 217,5 = 397,5        |
| 105 kg  | Ihor Razoronov · Ucrania · 192,5 + 232,5 = 425,0         | Alan Tsagaev Bulgaria 185,0 + 235,0 = 420,0      | Vladimir Smorchkov · Rusia · 195,0 + 220,0 = 415,0       |
| +105 kg | Yevgueni Chiguishev · Rusia · 207,5 + 240,0 = 447,5      | Ashot Danielian Armenia 205,0 + 242,5 = 447,5    | Damian Damianov Bulgaria 202,5 + 240,0 = 442,5           |

1. 1 2 3  Arrancada (kg) + dos tiempos (kg) = total olímpico (kg).

### Femenino
| Evento | Oro                                                 | Plata                                              | Bronce                                             |
| ------ | --------------------------------------------------- | -------------------------------------------------- | -------------------------------------------------- |
| 48 kg  | Svetlana Ulianova · Rusia · 75,0 + 100,0 = 175,0    | Olena Zinovieva · Ucrania · 80,0 + 95,0 = 175,0    | Gemma Peris · España · 75,0 + 92,5 = 167,5         |
| 53 kg  | Nurcan Taylan Turquía 95,0 + 115,0 = 210,0          | Izabela Dragneva Bulgaria 93,0 + 113,0 = 205,0     | Mărioara Munteanu · Rumania · 85,0 + 102,5 = 187,5 |
| 58 kg  | Aylin Daşdelen Turquía 98,0 + 123,0 = 220,0         | Emine Bilgin Turquía 97,5 + 115,0 = 212,5          | Michaela Breeze Reino Unido 90,0 + 112,5 = 202,5   |
| 63 kg  | Anastasía Tsakiri · Grecia · 100,0 + 120,0 = 220,0  | Guergana Kirilova Bulgaria 100,0 + 120,0 = 220,0   | Zlatina Atanasova Bulgaria 95,0 + 122,5 = 217,5    |
| 69 kg  | Valentina Popova · Rusia · 110,0 + 135,0 = 245,0    | Milena Trendafilova Bulgaria 107,5 + 130,0 = 237,5 | Zarema Kasayeva · Rusia · 105,0 + 130,0 = 235,0    |
| 75 kg  | Natalia Zabolotnaya · Rusia · 107,5 + 132,5 = 240,0 | Rumiana Petkova Bulgaria 105,0 + 132,5 = 237,5     | Jristina Ioannidi · Grecia · 102,5 + 135,0 = 237,5 |
| +75 kg | Albina Jomich · Rusia · 130,0 + 155,0 = 285,0       | Agata Wróbel · Polonia · 125,0 + 152,5 = 277,5     | Derya Açıkgöz Turquía 115,0 + 155,0 = 270,0        |

1. 1 2 3  Arrancada (kg) + dos tiempos (kg) = total olímpico (kg).

## Medallero
| Núm. | País        | Oro | Plata | Bronce | Total |
| ---- | ----------- | --- | ----- | ------ | ----- |
| 1    | Rusia       | 5   | 2     | 3      | 10    |
| 2    | Bulgaria    | 4   | 6     | 2      | 12    |
| 3    | Turquía     | 3   | 2     | 2      | 7     |
| 4    | Ucrania     | 1   | 1     | 0      | 2     |
| 5    | Bielorrusia | 1   | 0     | 1      | 2     |
| 5    | Grecia      | 1   | 0     | 1      | 2     |
| 7    | Polonia     | 0   | 1     | 2      | 3     |
| 8    | Rumania     | 0   | 1     | 1      | 2     |
| 9    | Armenia     | 0   | 1     | 0      | 1     |
| 9    | Azerbaiyán  | 0   | 1     | 0      | 1     |
| 11   | Chipre      | 0   | 0     | 1      | 1     |
| 11   | España      | 0   | 0     | 1      | 1     |
| 11   | Reino Unido | 0   | 0     | 1      | 1     |
|      | TOTAL       | 15  | 15    | 15     | 45    |